# Lijst van partijleiders van de LPF
Dit is de lijst van partijleider van de Lijst Pim Fortuyn (LPF). De eerste partijleider was Pim Fortuyn.

## Partijleiders
| Partijleiders                     | Partijleiders         | Partijleiders                    | Termijn                         | Lijsttrekker |
| --------------------------------- | --------------------- | -------------------------------- | ------------------------------- | ------------ |
|                                   | W.S.P. (Pim) Fortuyn  | W.S.P. (Pim) Fortuyn (1948-2002) | 14 februari 2002 – 6 mei 2002   | 2002         |
| Vacant (7 mei 2002 – 15 mei 2002) |                       |                                  |                                 |              |
|                                   | M. (Mat) Herben       | M. (Mat) Herben (1952)           | 16 mei 2002 – augustus 2002     | 2003         |
|                                   | H. (Harry) Wijnschenk | H. (Harry) Wijnschenk (1964)     | 20 augustus 2002 – oktober 2002 |              |
|                                   | M. (Mat) Herben       | M. (Mat) Herben (1952)           | 16 oktober 2002 – 2004          | 2003         |
|                                   | G.P. (Gerard) van As  | G. (Gerard) van As (1944)        | 5 oktober 2004 – juni 2006      |              |
|                                   | O.F. (Olaf) Stuger    | O.F. (Olaf) Stuger (1969)        | augustus 2006 – november 2006   | 2006         |